# World Series 1912
Le World Series 1912 sono state la nona edizione della serie di finale della Major League Baseball al meglio delle sette partite tra i campioni della National League (NL) 1912, i New York Giants e quelli della American League (AL), i Boston Red Sox. A vincere il loro secondo titolo furono i Red Sox per quattro gare a tre (con un pareggio).
La serie vide la presenza di stelle tra i lanciatori come Christy Mathewson e Smoky Joe Wood dei Red Sox. Wood vinse due delle tre gare come partente e giocò come rilievo nell'ultima decisiva gara. Lì, Boston rimontò due punti nel decimo inning a causa di due costose giocate errate dei Giants.
Quasi tutte le partite furono all'insegna dell'equilibrio. Quattro di esse si decisero per un punto e una quinta si concluse in pareggio. Una sesta si decise per due punti mentre gara 7 fu l'unica con un divario maggiore di 3 punti. Due gare, inclusa la decisiva gara 8, necessitarono degli inning supplementari. In gara 1 e 3, la squadra perdente ebbe sulle basi i punti della vittoria quando la partita si concluse.

## Sommario

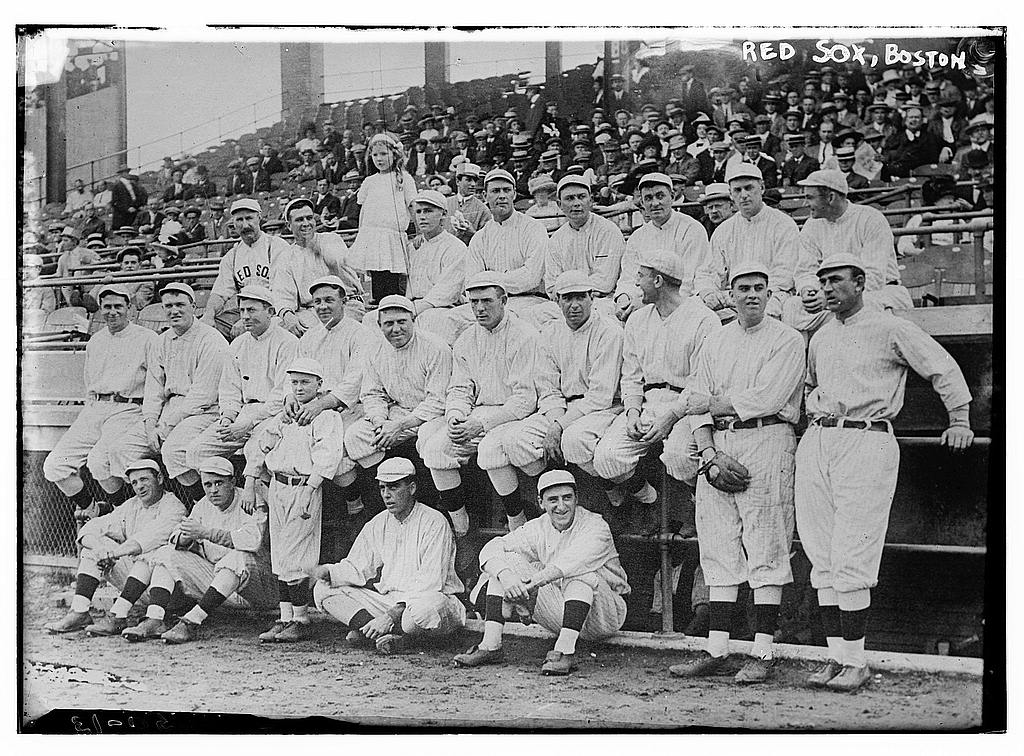
I Red Sox durante le World Series 1912

Boston ha vinto la serie, 4-3.
| Gara | Data       | Punteggio                                           | Stadio       | Tempo | Pubblico |
| ---- | ---------- | --------------------------------------------------- | ------------ | ----- | -------- |
| 1    | 8 ottobre  | Boston Red Sox – 4, New York Giants – 3             | Polo Grounds | 2:10  | 35.730   |
| 2    | 9 ottobre  | New York Giants – 6, Boston Red Sox – 6 (11 inning) | Fenway Park  | 2:38  | 30.148   |
| 3    | 10 ottobre | New York Giants – 2, Boston Red Sox – 1             | Fenway Park  | 2:15  | 34.624   |
| 4    | 11 ottobre | Boston Red Sox – 3, New York Giants – 1             | Polo Grounds | 2:06  | 36.502   |
| 5    | 12 ottobre | New York Giants – 1, Boston Red Sox – 2             | Fenway Park  | 1:43  | 34.683   |
| 6    | 14 ottobre | Boston Red Sox – 2, New York Giants – 5             | Polo Grounds | 1:58  | 30.622   |
| 7    | 15 ottobre | New York Giants – 11, Boston Red Sox – 4            | Fenway Park  | 2:21  | 32.694   |
| 8    | 16 ottobre | New York Giants – 2, Boston Red Sox – 3 (10 inning) | Fenway Park  | 2:37  | 17.034   |

## Hall of Famer coinvolti
- Umpire: Bill Klem, Billy Evans
- Red Sox: Harry Hooper, Tris Speaker
- Giants: John McGraw (man.), Rube Marquard, Christy Mathewson